# Sylwia Matuszczyk
Sylwia Matuszczyk (født 11. juni 1992 i Żory, Polen) er en kvindelig polsk håndboldspiller som spiller for MKS Lublin i Polen og Polens kvindehåndboldlandshold.